# Branišov (Chyšky)
Branišov (německy Branischau) je samota, část obce Chyšky v okrese Písek v Jihočeském kraji. Nachází se asi 2,5 kilometru severně od Chyšek. Branišov leží v katastrálním území Nosetín o výměře 3,73 km².

## Historie
První písemná zmínka o vesnici pochází z roku 1394. Historie Branišova je totožná s osudy nedalekého Nosetína, pod který osada vždy patřila. Původně patřila v 13. století k sepekovskému panství, později byla pod nadějkovským panstvím.

## Obyvatelstvo
| Rok            | 1869 | 1880 | 1890 | 1900 | 1910 | 1921 | 1930 | 1950 | 1961 | 1970 | 1980 | 1991 | 2001 | 2011 | 2021 |
| -------------- | ---- | ---- | ---- | ---- | ---- | ---- | ---- | ---- | ---- | ---- | ---- | ---- | ---- | ---- | ---- |
| Počet obyvatel | 14   | 17   | 13   | 10   | 13   | 12   | 5    | 4    | 5    | 5    | 0    | 0    | 1    | 2    | 1    |
| Počet domů     | 2    | 2    | 2    | 2    | 2    | 2    | 2    | 1    | 1    | 1    | 0    | 0    | 1    | 1    | 1    |

## Obecní správa
Při sčítání lidu v letech 1850–1975 Branišov byl osadou obce Nosetín, se kterým patřil nejprve do okresu Sedlčany, ale v roce 1950 v okrese Milevsko a od roku 1960 v okrese Písek. Od 1. ledna 1976 je částí obce Chyšky v okrese Písek.

## Pamětihodnosti
- Kříž na přístupové cestě na samotu se nachází na křižovatce lesních cest. Jedná se o drobný kříž. Na kamenném podstavci má umístěnou oválnou porcelánovou podobenku s fotografií dvou dětí. Ve střední části kříže je oválná deska se zpola čitelným nápisem: BUĎ POZDRAVEN SVATÝ KŘÍŽI JEDINÁ NAŠE NADĚJE

## Galerie

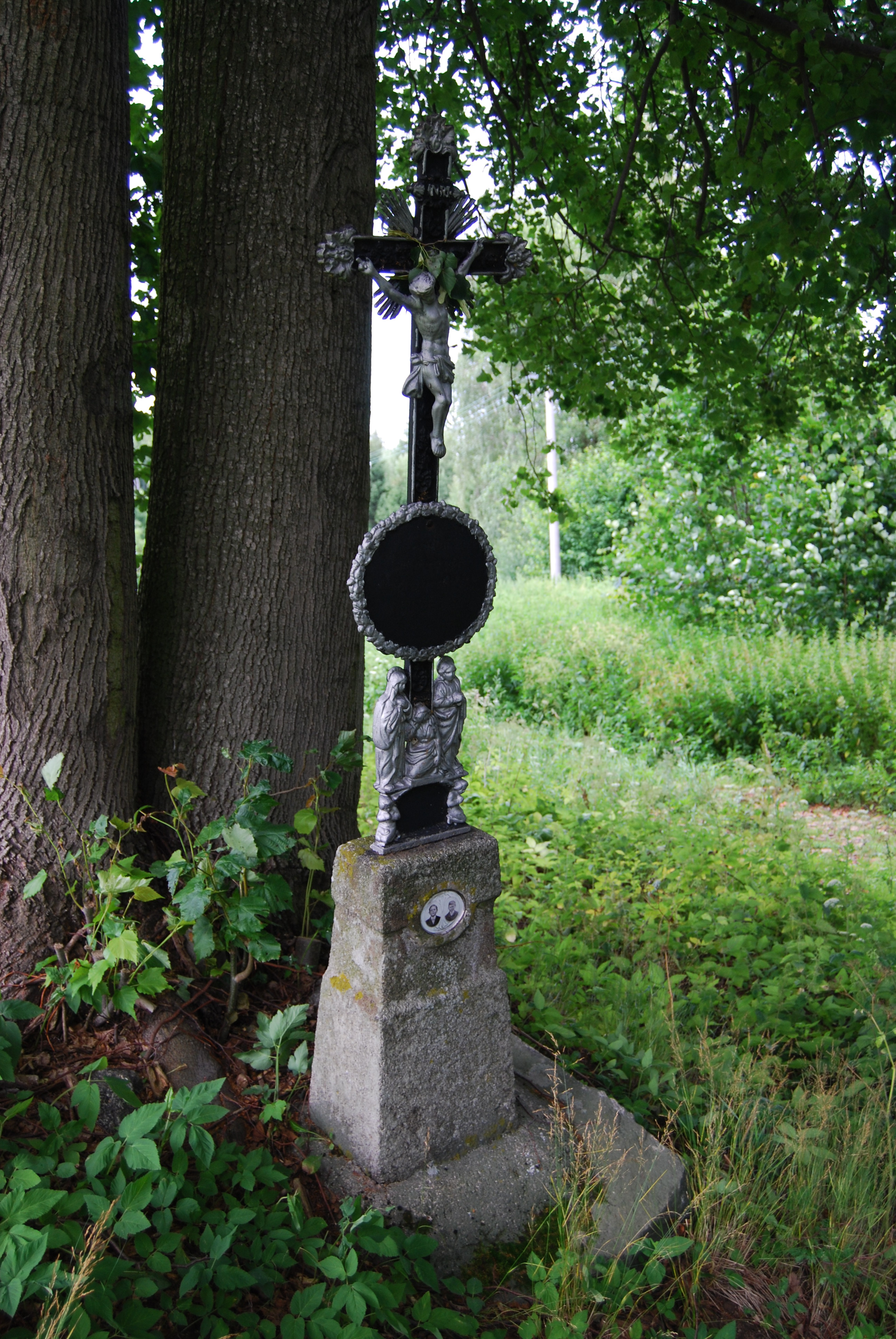
Kříž před samotou
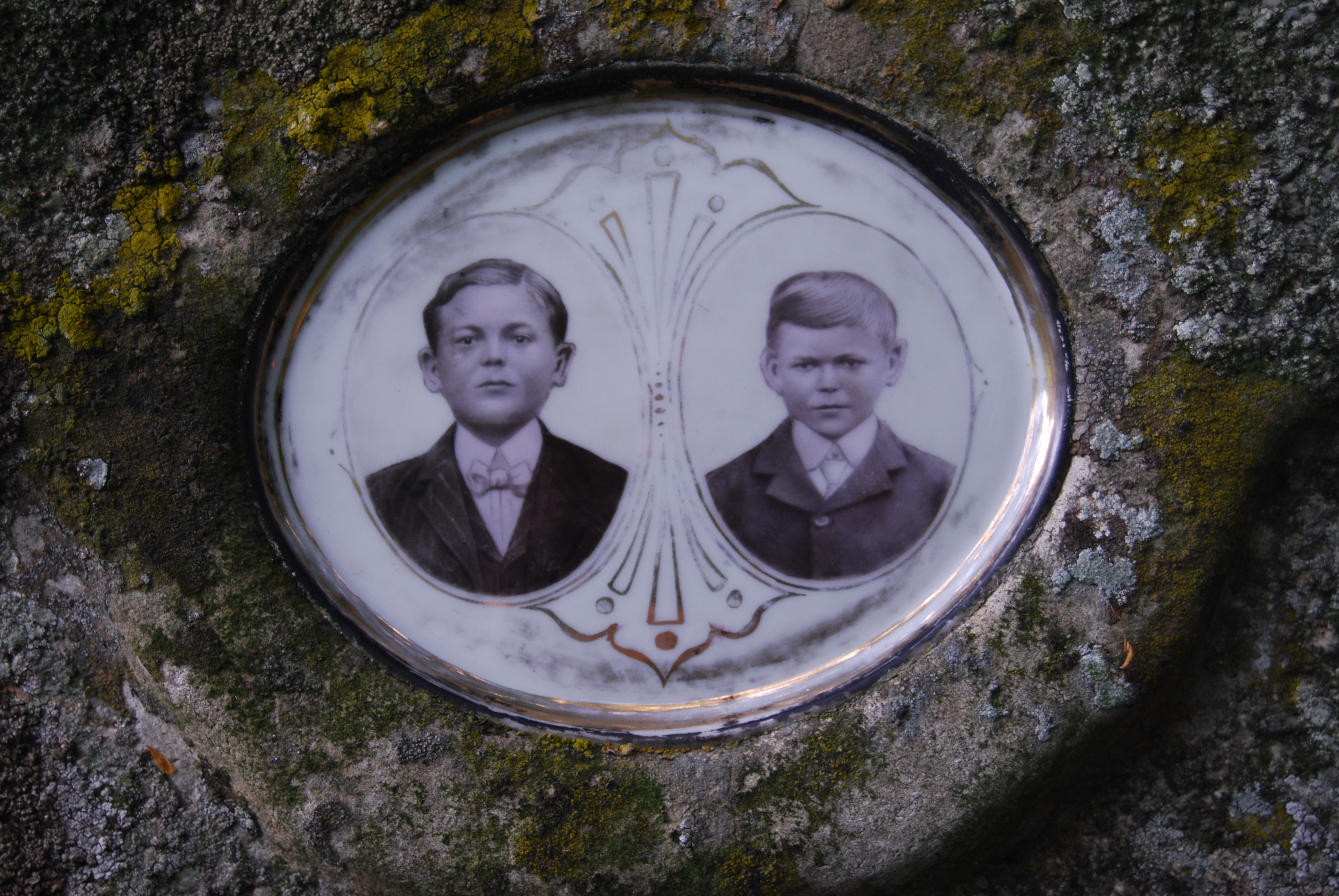
Podobenka na kříži
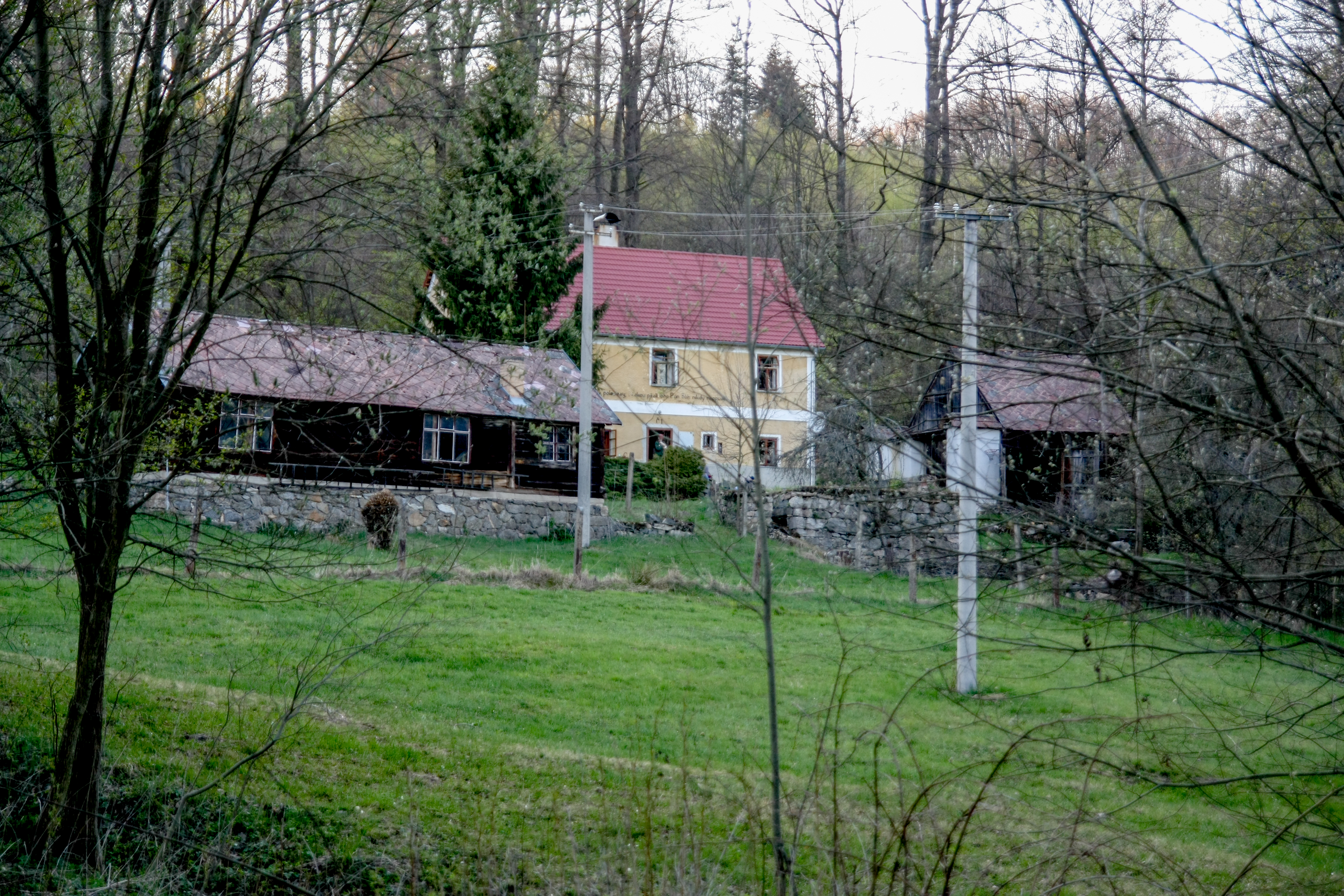
Usedlost (2019)
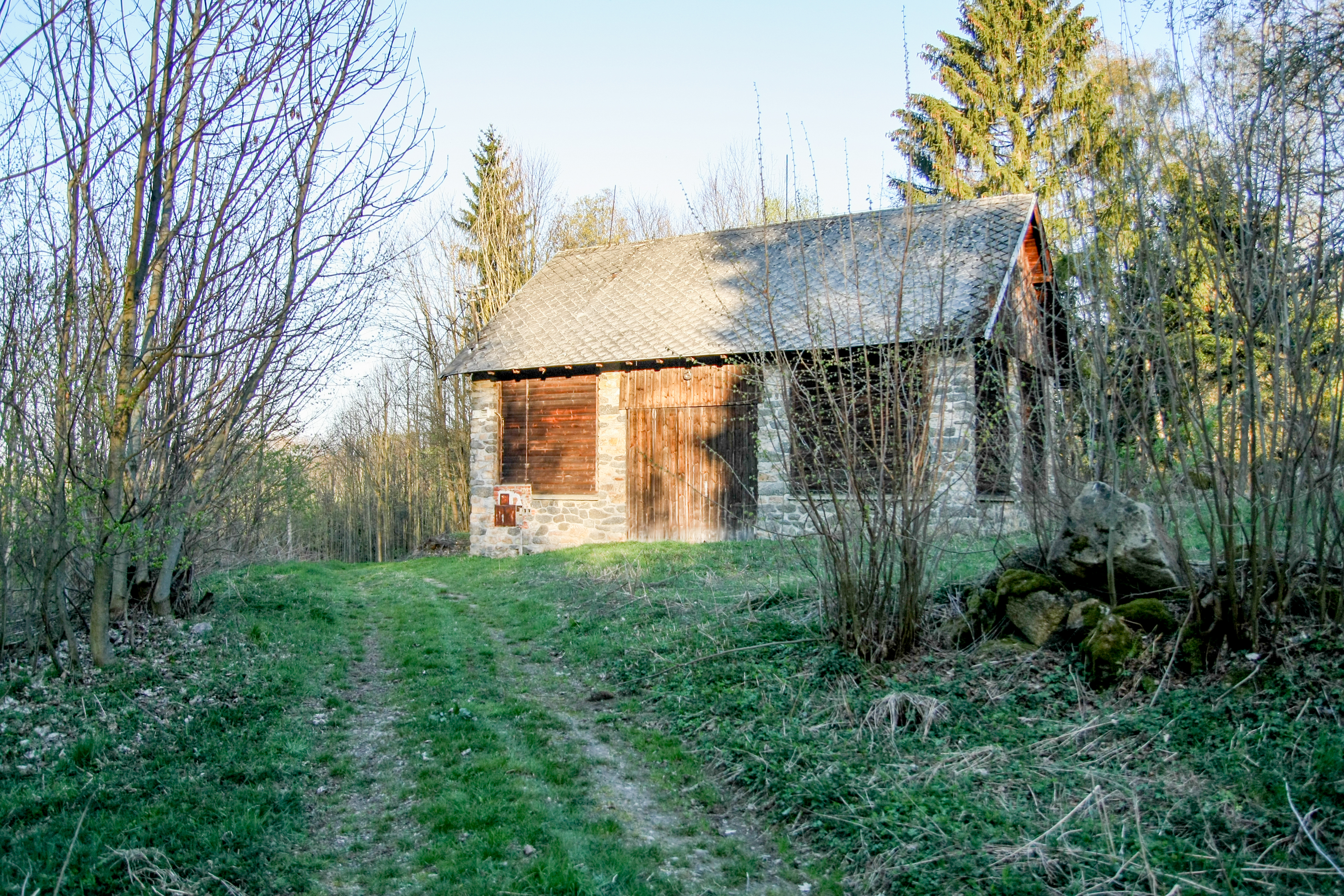
Stodola (2019)